# 투르크메니스탄 마나트
마나트(ISO 4217 부호: TMM)는 투르크메니스탄의 통화이다. 마나트는 러시아 루블을 1 마나트 = 500 루블의 비율로 대체하면서 1993년 11월 1일에 도입되었다. 마나트는 100 "테네시"(tennesi)로 나뉜다. 약자 m은 때때로 사용하는데, 예를 들어 25 000 m는 2만 5천 마나트를 나타낸다.
2009년 1월 1일, 새 마나트가 도입되었다. ISO 4217 부호는 TMT이다.

## 어원
"마나트"(manat)라는 단어는 "동전"을 뜻하는 러시아어 "moneta"에서 빌려왔다. 게다가, "마나트"는 아제르바이잔어와 투르크멘어로 둘 다 소비에트 연방 루블을 지칭하는 이름이었다.

## 동전
1993년, 동전은 1, 5, 10, 20, 50 테네시(tennesi)의 종류로 도입되었다. 1, 5, 10 테네시 동전은 구리 도금 강철로 주조되었고, 20, 50 테네시 동전은 니켈 도금 강철로 주조되었다. 인플레이션의 기간 이후, 새로운 동전인 500, 1000 마나트 동전이 1999년에 도입되었다.

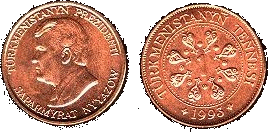
1 테네시 동전
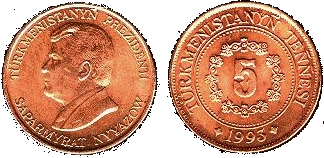
5 테네시 동전
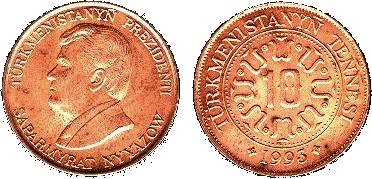
10 테네시 동전

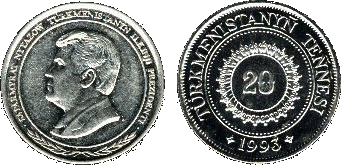
20 테네시 동전
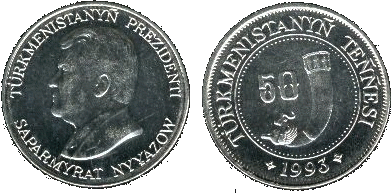
50 테네시 동전

## 지폐

### 첫 번째 마나트
1993년에, 마나트 지폐는 소련 루블을 대체하면서 1, 5, 10, 20, 50, 100 그리고 500 마나트의 종류로 도입되었다. 뒤이어 1000 마나트는 1995년에 도입되었고 5000 마나트와 10,000 마나트는 1996년에 도입되었다. 2005년, 지폐의 새로운 시리즈는 50, 100, 500, 1000, 5000, 10,000 마나트의 종류로 도입되었다. 오직 1, 5 마나트만을 제외한 모든 지폐는 전 대통령 사파르무라트 니야조프의 초상화가 있다. 모든 투르크메니스탄 지페들은 데라루 인쇄 및 지폐 회사에 의해 생산된다.

### 첫 번째 마나트 (두 번째 발행)
2005년에는 새로운 마나트 지폐 시리즈가 도입되었다. 그들은 원래 첫 번째 마나트를 1,000 마나트와 1 마나트로 고정 비율로 대체하기 위해 의도되었지만, 평가 절상이 연기되었고 이 문제는 이전의 마나트 발행과 함께 배포되었다. 지폐 시리즈는 50, 100, 500, 1,000, 5,000, 10,000 마나트의 종류로 도입되었다. 두 개의 새로운 동전 또한 500 마나트와 1,000 마나트의 두 가지 종류로만 도입되었다. 첫 번째와 두 번째 발행 마나트 지폐는 2009년 두 번째 마나트 발행 전까지 나란히 유통되었다.

### 두 번째 마나트
초인플레이션으로 통화가 크게 평가절하된 후, 기존 마나트를 5000 OM = 1 NM의 비율로 대체하여 고정환율을 가진 새로운 마나트가 도입되었다. 이 시리즈의 지폐는 1, 5, 10, 20, 50, 100, 500 마나트의 종류로 인쇄되었다.

### 환율
- 2009년 4월 이전: $1 = 1.04 TMT
- 2009년 4월 - 2015년 1월: $1 = 2.85 TMT
- 2015년 1월 이후: $1 = 3.5 TMT

투르크메니스탄에서는 현금 교환이 법으로 금지되어 있기 때문에 환율 암시장이 존재한다. 2021년 4월 10일 기준 달러당 40에서 41 마나트 사이로 환율이 변동하고 있다.

## 같이 보기
- 투르크메니스탄의 경제
- 아제르바이잔 마나트

## 참조
- Krause, Chester L., and Clifford Mishler (1991). 《Standard Catalog of World Coins: 1801–1991》 18판. Krause Publications. ISBN 0873411501.
- Pick, Albert (1994). 《Standard Catalog of World Paper Money: General Issues》. Colin R. Bruce II and Neil Shafer (editors) 7판. Krause Publications. ISBN 0-87341-207-9.